# Problema do mal
Na filosofia da religião, o problema do mal é a questão de como conciliar a existência do mal com o de uma divindade que é, tanto em termos absolutos ou relativos, onipotente, onisciente e benevolente. Um "argumento do mal" tenta mostrar que a coexistência do mal e tal divindade é improvável ou impossível se colocado em termos absolutos. As tentativas de demonstrar o contrário tradicionalmente têm sido discutidas sob o título de teodiceia.
Uma ampla gama de respostas foi dada para o problema do mal na teologia. Há também muitas discussões de problemas mal e associados em outros campos filosóficos, tais como ética secular, e disciplinas científicas, tais como ética evolucionista. Mas, como normalmente entendido, o "problema do mal" é colocado em um contexto teológico.
A existência do mal parece ser contraditória a com a existência de um Deus bondoso e poderoso, mas alguns religiosos argumentam que, para o homem ser feliz, ele necessita executar ações, atos de caridade e de heroísmo, que não seriam possíveis se não existisse o mal. Entretanto, a maioria dos teístas responde que um deus perfeito pode ainda permitir um certo mal, insistindo que a concessão de um bem maior, como o livre arbítrio, não pode ser alcançada sem alguns males. Uma defesa contra o problema do mal é estabelecer que os atributos divinos são logicamente consistentes com a existência do mal, mas que isso não significa que o mal derive deles, ou que deles se possa retirar uma explicação quanto as razões pelas quais o mal existe ou ocorre. Uma teodiceia, por outro lado é uma tentativa de fornecer tais justificativas para a existência do mal.
Richard Swinburne sustenta que não faz sentido assumir que existe esse bem maior, a não ser que se saiba o que ele é, ou seja, até que tenhamos uma boa teodiceia. Muitos filósofos contemporâneos discordam. O Ceticismo teísta, que se baseia na posição de que seres humanos nunca podem esperar entender o divino, é talvez a mais popular resposta ao problema do mal entre os filósofos da religião contemporâneos.[carece de fontes?]